# Материалистическая эстетика
Материалистическая эстетика — концепция эстетики общественного бытия, теория реалистического искусства, которая находит объективные эстетические закономерности в самой действительности («усматривает источник поэзии в самой жизни»), доказывает необходимость правдивого воспроизведения её в искусстве, активного участия искусства в жизни общества. Является преемственной с классической эстетикой прошлого, прежде всего немецкой. Своё дальнейшее развитие получила в диалектико-материалистической эстетике, по отношению к которой предшествующую ей материалистическую эстетику называют домарксовой.

## Истоки
Истоки зарождения материалистической эстетики можно отнести к Древней Греции, выделяя особо Аристотеля и эпикурейцев. Н. Г. Чернышевский отмечал, что Аристотель первый изложил в самостоятельной системе эстетические понятия, которые господствовали более двух тысяч лет.
В Эпоху Просвещения становлению материалистической эстетики помогали труды Лессинга и др.

## В России
Как русское искусство XIX века, начиная с Пушкина, выходит на самые передовые рубежи мирового искусства, так и эстетика русских революционных демократов, начиная с младшего современника Пушкина — В. Г. Белинского, становится в авангарде мировой прогрессивной эстетической мысли.
Возникновение материалистической эстетики в России относят к 40—60-м годам XIX века — периоду кризиса феодально-крепостнического строя, её окончательное формирование и утверждение — совместно с революционно-демократической политической идеологией — к 1850—1870-м годам.
Её появление связывают с именем В. Г. Белинского: «Ещё в 40-х гг. прошлого столетия Белинский положил основание материалистической эстетике», — пишет чл.-корр. Пиксанов, Николай Кирьякович. «Белинский впервые создал материалистическую эстетику реализма, явившуюся крупнейшим вкладом в историю мировой эстетической мысли», — отмечается редакторами его ПСС (М.: Издательство Академии наук СССР, 1953–1959).
Наивысшее развитие домарксистской материалистической эстетики в целом относят к трудам русских революционных демократов: Н. Г. Чернышевского, Н. А. Добролюбова, указывают также Герцена, Н. П. Огарёва, Д. И. Писарева. Особо выделяют Н. Г. Чернышевского — который обогатил материалистическую эстетику глубокими диалектическими идеями, — и защищённую им в 1855 году диссертацию «Эстетические отношения искусства к действительности», в которой «на языке «отвлечённых» эстетических категорий проводилась мысль о необходимости коренного переустройства социального бытия, приведения его в соответствие с идеалом». Как указывает д-р филол. наук Д. Е. Васильева, в этой своей работе Чернышевский «подвергал резкой критике эстетику идеалистов и теорию „искусство для искусства“».
Революционные демократы разработали материалистическую эстетику на основе критики идеалистической эстетики, нацелив её на решение коренных социальных проблем. По мнению современного исследователя, «представляется, в борьбе с уродливыми самодержавно-крепостническими порядками у революционных демократов не было другого, более сильного оружия, чем эстетика».
Основополагающее значение для развития критического реализма в русском изобразительном искусстве имели материалистическая эстетика В. Г. Белинского, Н. А. Добролюбова, Н. Г. Чернышевского и передовая художественная критика (особенно В. В. Стасов).

## Категории
Материалистическая эстетика XVIII—XIX веков доказывала объективность прекрасного, рассматривая его как свойства, качества, отношения самой материальной действительности: «Прекрасное есть жизнь», — говорил Николай Чернышевский (жизнь, какова она должна быть по нашим понятиям). (Формула Чернышевского: «Трагическое есть ужасное в человеческой жизни»).